# Concurso de crimes
O concurso de crimes ocorre quando o agente pratica crimes da mesma espécie e em condições de execução semelhantes, os subsequentes serão continuação dos anteriores, sendo aplicada a pena de um só dos crimes, ou a mais grave, se diversas, aumentada de um sexto a dois terços.

## Espécies
O concurso de crimes pode ser material ou real, formal ou ideal, e continuado.
As hipóteses de concurso podem ocorrer entre crimes dolosos e culposos, consumados ou tentados, comissivos ou omissivos.
Observação: Não há concurso de crimes:
- no crime permanente: o que se prolonga no tempo (Ex.: sequestro).
- no crime habitual: reiteração de um só crime (Ex.: exercício ilegal da medicina).

### Concurso material ou real
Ocorre quando há duas ou mais condutas (comissivas ou omissivas), que resultam em dois ou mais crimes, idênticos ou não. As penas são somadas de acordo com o sistema da cumulatividade. No Brasil é observado na análise da primeira parte do art. 69 do Código Penal.
O concurso material pode ser:
- Homogêneo: os crimes são idênticos (Ex.: roubo em duas datas diferentes).
- Heterogêneo: os crimes não idênticos (Ex.: roubo seguido de estupro).

Todavia, a doutrina diverge acerca de uma terceira espécie de concurso material, chamado de concurso material pela homogeneidade heterônoma (aplicados à continência de crimes que apesar de diferentes, carregam um certo grau de igualdade).

### Concurso formal ou ideal
Ocorre quando há uma única conduta em uma pluralidade de crimes. Pune somente um crime ou conduta e aumenta a pena isso dá benefício para o réu .
O concurso formal se divide em:
- Homogêneo: os crimes são idênticos (Ex.: um disparo  com  02 ou várias mortes).
- Heterogêneo: os crimes não idênticos (Ex.: um acidente com uma morte e uma lesão corporal).
- Perfeito, Próprio ou Normal: quando há unidade de desígnios em relação aos delitos.
- Imperfeito, Impróprio ou Anormal: quando há desígnios autônomos em relação a cada delito (Ex.: duas mortes desejadas com um único disparo). Neste caso, será aplicado a pena como se fosse em Concurso Material (cumulativamente).

O concurso formal é um benefício ao réu, se a pena aplicada for maior do que seria pelo sistema do cúmulo material (soma de penas), será utilizado o concurso material benéfico,conforme disposto no art. 70, parágrafo único.

### Crime continuado
O crime continuado comum ou genérico está presente no artigo 71 do Código Penal Brasileiro e determina que quando o agente, mediante mais de uma ação ou omissão, pratica dois ou mais crimes da mesma espécie e, pelas condições de tempo, lugar, maneira de execução e outras semelhantes, devem os subsequentes ser havidos como continuação do primeiro, aplica-se-lhe a pena de um só dos crimes, se idênticas, ou a mais grave, se diversas, aumentada, em qualquer caso, de um sexto a dois terços.
O tipo específico se dá nos crimes dolosos, contra vítimas diferentes, cometidos com violência ou grave ameaça à pessoa, poderá o juiz, considerando a culpabilidade, os antecedentes, a conduta social e a personalidade do agente, bem como os motivos e as circunstâncias, aumentar a pena de um só dos crimes, se idênticas, ou a mais grave, se diversas, em até três vezes, onde o agente pode ser preso

## No Brasil
O art. 71 do Código Penal Brasileiro define o concurso de crimes.
A jurisprudência no Brasil entende que só há crime continuado quando ocorrido no lapso de trinta dias